# Italiens premierministre
Dette er en liste over Italiens premierministre.
| Fra – til                            | Italiens premierministre                                                              |
| ------------------------------------ | ------------------------------------------------------------------------------------- |
| 23. marts – 12. juni 1861            | Camillo Benso conte di Cavour                                                         |
| 12. juni 1861 – 3. marts 1862        | Bettino Ricasoli                                                                      |
| 3. marts – 8. december 1862          | Urbano Rattazzi                                                                       |
| 8. december 1862 – 24. marts 1863    | Luigi Carlo Farini                                                                    |
| 24. marts 1863 – 28. september 1864  | Marco Minghetti                                                                       |
| 28. september 1864 – 20. juni 1866   | Alfonso Ferrero la Marmora                                                            |
| 20. juni 1866 – 10. april 1867       | Bettino Ricasoli (2. gang)                                                            |
| 10. april 1867 – 27. oktober 1867    | Urbano Rattazzi (2. gang)                                                             |
| 27. oktober 1867 – 14. december 1869 | Conte Luigi Federico Menabrea                                                         |
| 14. december 1869 – 10. juli 1873    | Giovanni Lanza                                                                        |
| 10. juli 1873 – 25. marts 1876       | Marco Minghetti (2. gang)                                                             |
| 25. marts 1876 – 24. marts 1878      | Agostino Depretis                                                                     |
| 24. marts – 19. december 1878        | Benedetto Cairoli                                                                     |
| 19. december 1878 – 14. juli 1879    | Agostino Depretis (2. gang)                                                           |
| 14. juli 1879 – 29. maj 1881         | Benedetto Cairoli (2. gang)                                                           |
| 29. maj 1881 – 29. juli 1887         | Agostino Depretis (3. gang)                                                           |
| 29. juli 1887 – 6. februar 1891      | Francesco Crispi                                                                      |
| 6. februar 1891 – 15. maj 1892       | Antonio Starabba, marchese di Rudinì                                                  |
| 15. maj 1892 – 15. december 1893     | Giovanni Giolitti                                                                     |
| 15. december 1893 – 10. marts 1896   | Francesco Crispi (2. gang)                                                            |
| 10. marts 1896 – 29. juni 1898       | Antonio Starabba, marchese di Rudinì (2. gang)                                        |
| 29. juni 1898 – 24. juni 1900        | Luigi Pelloux                                                                         |
| 24. juni 1900 – 15. februar 1901     | Giuseppe Saracco                                                                      |
| 15. februar 1901 – 3. november 1903  | Giuseppe Zanardelli                                                                   |
| 3. november 1903 – 12. marts 1905    | Giovanni Giolitti (2. gang)                                                           |
| 12. marts – 28. marts 1905           | Tommaso Tittoni                                                                       |
| 28. marts 1905 – 8. februar 1906     | Alessandro Fortis                                                                     |
| 8. februar – 29. maj 1906            | Sidney Sonnino                                                                        |
| 29. maj 1906 – 11. december 1909     | Giovanni Giolitti (3. gang)                                                           |
| 11. december 1909 – 31. marts 1910   | Sidney Sonnino (2. gang)                                                              |
| 31. marts 1910 – 30. marts 1911      | Luigi Luzzatti                                                                        |
| 30. marts 1911 – 21. marts 1914      | Giovanni Giolitti (4. gang)                                                           |
| 21. marts 1914 – 18. juni 1916       | Antonio Salandra                                                                      |
| 18. juni 1916 – 29. oktober 1917     | Paolo Boselli                                                                         |
| 29. oktober 1917 – 23. juni 1919     | Vittorio Emanuele Orlando                                                             |
| 23. juni 1919 – 15. juni 1920        | Francesco Saverio Nitti                                                               |
| 15. juni 1920 – 4. juli 1921         | Giovanni Giolitti (5. gang)                                                           |
| 4. juli 1921 – 26. februar 1922      | Ivanoe Bonomi                                                                         |
| 26. februar 1922 – 31. oktober 1922  | Luigi Facta                                                                           |
| 31. oktober 1922 – 25. juli 1943     | Benito Mussolini (il Duce)                                                            |
| 25. juli 1943- 17. april 1944        | General Pietro Badoglio (provisorisk militærregering)                                 |
| 22. april 1944 – 18. juni 1944       | General Pietro Badoglio (provisorisk militærregering) (2. gang)                       |
| 18. juni 1944 – 10. december 1944    | Ivanoe Bonomi (2. gang)                                                               |
| 12. december 1944 – 19. juni 1945    | Ivanoe Bonomi (3. gang)                                                               |
| 21. juni 1945 – 8. december 1945     | Ferruccio Parri                                                                       |
| 10. december 1945 – 1. juli 1946     | Alcide De Gasperi                                                                     |
| 13. juli 1946 – 28. januar 1947      | Alcide De Gasperi (2. gang)                                                           |
| 2. februar 1947 – 31. maj 1947       | Alcide De Gasperi (3.gang)                                                            |
| 31. maj 1947 – 23. maj 1948          | Alcide De Gasperi (4.gang)                                                            |
| 23. maj 1948 – 12. januar 1950       | Alcide De Gasperi (5.gang) (første regering demokratisk valgt med almindelig valgret) |
| 27. januar 1950 – 16. juli 1951      | Alcide De Gasperi (6. gang)                                                           |
| 26. juli 1951 – 29. juni 1953        | Alcide De Gasperi (7. gang)                                                           |
| 16. juli 1953 – 28. juli 1953        | Alcide De Gasperi (8. gang)                                                           |
| 17. august 1953 – 5. januar 1954     | Giuseppe Pella                                                                        |
| 18. januar 1954 – 30. januar 1954    | Amintore Fanfani                                                                      |
| 10. februar 1954 – 22. juni 1955     | Mario Scelba                                                                          |
| 6. juli 1955 – 6. maj 1957           | Antonio Segni                                                                         |
| 19. maj 1957 – 19. juni 1958         | Adone Zoli                                                                            |
| 1. juli 1958 – 26. januar 1959       | Amintore Fanfani (2. gang)                                                            |
| 15. februar 1959 – 24. februar 1960  | Antonio Segni (2. gang)                                                               |
| 25. marts 1960 – 19. juli 1960       | Fernando Tambroni                                                                     |
| 26. juli 1960 – 2. februar 1962      | Amintore Fanfani (3. gang)                                                            |
| 21. februar 1962 – 16. maj 1963      | Amintore Fanfani (4. gang)                                                            |
| 21. juni 1963 – 5. november 1963     | Giovanni Leone                                                                        |
| 4. december 1963 – 26. juni 1964     | Aldo Moro                                                                             |
| 22. juli 1964 – 21. januar 1966      | Aldo Moro (2. gang)                                                                   |
| 23. februar 1966 – 5. juni 1968      | Aldo Moro (3. gang)                                                                   |
| 24. juni 1968 – 19. november 1968    | Giovanni Leone (2. gang)                                                              |
| 12. december 1968 – 5. juli 1969     | Mariano Rumor                                                                         |
| 5. august 1969 – 7. februar 1970     | Mariano Rumor (2. gang)                                                               |
| 27. marts 1970 – 6. juli 1970        | Mariano Rumor (3. gang)                                                               |
| 6. august 1970 – 15. januar 1972     | Emilio Colombo                                                                        |
| 17. februar 1972 – 26. februar 1972  | Giulio Andreotti                                                                      |
| 26. juni 1972 – 12. juni 1973        | Giulio Andreotti (2. gang)                                                            |
| 7. juli 1973 – 2. marts 1974         | Mariano Rumor (4. gang)                                                               |
| 14. marts 1974 – 3. oktober 1974     | Mariano Rumor (5. gang)                                                               |
| 23. november 1974 – 7. januar 1976   | Aldo Moro (4. gang)                                                                   |
| 12. februar 1976 – 30. april 1976    | Aldo Moro (5. gang)                                                                   |
| 29. juli 1976 – 16. januar 1978      | Giulio Andreotti (3. gang)                                                            |
| 11. marts 1978 – 31. januar 1979     | Giulio Andreotti (4. gang)                                                            |
| 20. marts 1979 – 31. marts 1979      | Giulio Andreotti (5. gang)                                                            |
| 4. august 1979 – 19. marts 1980      | Francesco Cossiga                                                                     |
| 4. april 1980 – 28. september 1980   | Francesco Cossiga (2. gang)                                                           |
| 18. oktober 1980 – 26. maj 1981      | Arnaldo Forlani                                                                       |
| 28. juni 1981 – 7. august 1982       | Giovanni Spadolini                                                                    |
| 23. august 1982 – 13. november 1982  | Giovanni Spadolini (2. gang)                                                          |
| 1. december 1982 – 2. maj 1983       | Amintore Fanfani (5. gang)                                                            |
| 4. august 1983 – 27. juni 1986       | Bettino Craxi                                                                         |
| 1. august 1986 – 3. marts 1987       | Bettino Craxi (2. gang)                                                               |
| 17. april 1987 – 28. april 1987      | Amintore Fanfani (6. gang)                                                            |
| 28. juli 1987 – 11. marts 1988       | Giovanni Goria                                                                        |
| 13. april 1988 – 19. maj 1989        | Ciriaco De Mita                                                                       |
| 22. juli 1989 – 29. marts 1991       | Giulio Andreotti (6. gang)                                                            |
| 14. april 1991 – 24. april 1992      | Giulio Andreotti (7. gang)                                                            |
| 28. juni 1992 – 28. april 1993       | Giuliano Amato                                                                        |
| 28. april 1993 – 16. april 1994      | Carlo Azeglio Ciampi                                                                  |
| 10. maj 1994 – 22. december 1994     | Silvio Berlusconi                                                                     |
| 17. januar 1995 – 11. januar 1996    | Lamberto Dini                                                                         |
| 17. maj 1996 – 9. oktober 1998       | Romano Prodi                                                                          |
| 2. oktober 1998 – 18. december 1999  | Massimo D'Alema                                                                       |
| 22. december 1999 – 19. april 2000   | Massimo D'Alema (2. gang)                                                             |
| 25. april 2000 – 31. maj 2001        | Giuliano Amato (2. gang)                                                              |
| 10. juni 2001 – 17. maj 2006         | Silvio Berlusconi (2. gang)                                                           |
| 17. maj 2006 – 8. maj 2008           | Romano Prodi (2. gang)                                                                |
| 8. maj 2008 – 16. november 2011      | Silvio Berlusconi (3. gang)                                                           |
| 16. november 2011 – 28. april 2013   | Mario Monti                                                                           |
| 28. april 2013 – 22. februar 2014    | Enrico Letta                                                                          |
| 22. februar 2014 – 12. december 2016 | Matteo Renzi                                                                          |
| 12. december 2016 – 1. juni 2018     | Paolo Gentiloni                                                                       |
| 1. juni 2018 – 13. februar 2021      | Giuseppe Conte                                                                        |
| 13. februar 2021 – 22. oktober 2022  | Mario Draghi                                                                          |
| 22. oktober 2022 – nu                | Giorgia Meloni                                                                        |